# Jan Lebenstein
Jan Lebenstein, né le 5 janvier 1930 à Brest en Biélorussie, et mort le 28 mai 1999 à Cracovie, est un peintre et graphiste polonais.

## Biographie
Diplômé de l'École nationale d'art à Varsovie et étudiant à l'Académie des beaux-arts de Varsovie de 1948 à 1954, il fait ses débuts pour l'arsenal à Varsovie en 1955. Un an plus tard, il effectue une première exposition de ses œuvres. En 1959, il reçoit le Grand Prix de la Biennale de la jeunesse à Paris. La même année, il s'installe dans la capitale et, en 1971, adopte la nationalité française. En 1977, il organise une exposition de ses œuvres en Pologne. En 1992, il présente une grande exposition de son travail en Pologne, à la galerie Zachęta. En 1998, le président Aleksander Kwaśniewski, « en reconnaissance de réalisations exceptionnelles dans l'œuvre d'art, pour sa contribution à la culture polonaise », lui décerne la grand-croix de l'ordre de la Renaissance de la Pologne.

## Courant artistique et œuvres
Il pratique la peinture figurative avec différents styles, dont le surréaliste et les éléments abstraits. Il a illustré, entre autres, La ferme des animaux de George Orwell, ainsi que plusieurs livres de la Bible : le livre de la Genèse, le livre de Job et le livre de l'Apocalypse de Saint-Jean - ce dernier ayant été réalisé deux fois sous forme d'une série de vitraux et de graphiques. Il a réalisé des paysages urbains, des transpositions poétiques de la forme humaine ainsi que des compositions expressives et fantaisistes de motifs animaliers.